# Gerard Jansz Putmans
Gerard Jansz Putmans (Delft, 11 augustus 1641 - 14 november 1698) was een welgesteld Nederlands bestuurder en rentenier. Hij was onder meer burgemeester van Delft.
Putmans was een vertrouweling van stadhouder Willem III die na het rampjaar 1672 de regenten de laan uitstuurde. De prinsgezinde Putmans was een van de nieuwe bestuurders van Delft. Hij werd lid van de veertigraad, werd in 1672 schepen van Delft, schout op voordracht van de prins van 1676 tot 1680, en in 1681 voor de eerste keer burgemeester van Delft. Hij was dijkgraaf van Delfland in de periode 1689-1698, en bewindhebber van de Oost-Indische Compagnie. Tevens had hij van 1691 tot en met 1694 namens Delft zitting in de Staten-Generaal. 
Putmans kocht in 1679 de buitenplaats op het terrein van het voormalige klooster Sion even buiten Delft en breidde die uit.
Hij trouwde in 1677 met Adriana Verburg (1662-1732), dochter van Nicolaas Verburg, de directeur-generaal van Oost Indië. Het huwelijk bleef echter kinderloos. In 1693 betrapte Putmans haar op overspel met Willem Hooft, baljuw van Woerden. In hetzelfde jaar scheidden ze. Na de dood van Putmans zou Adriana met Willem Hooft trouwen.
Gerard Putmans was een zoon van Hans Putmans, gouverneur van Formosa.
Zowel de vader van Gerard als de vader van Adriana hadden veel geld verdiend op Formosa waardoor Gerard Putmans op de 31e plaats stond van de rijksten van de Gouden Eeuw.